# ボンタンアメ

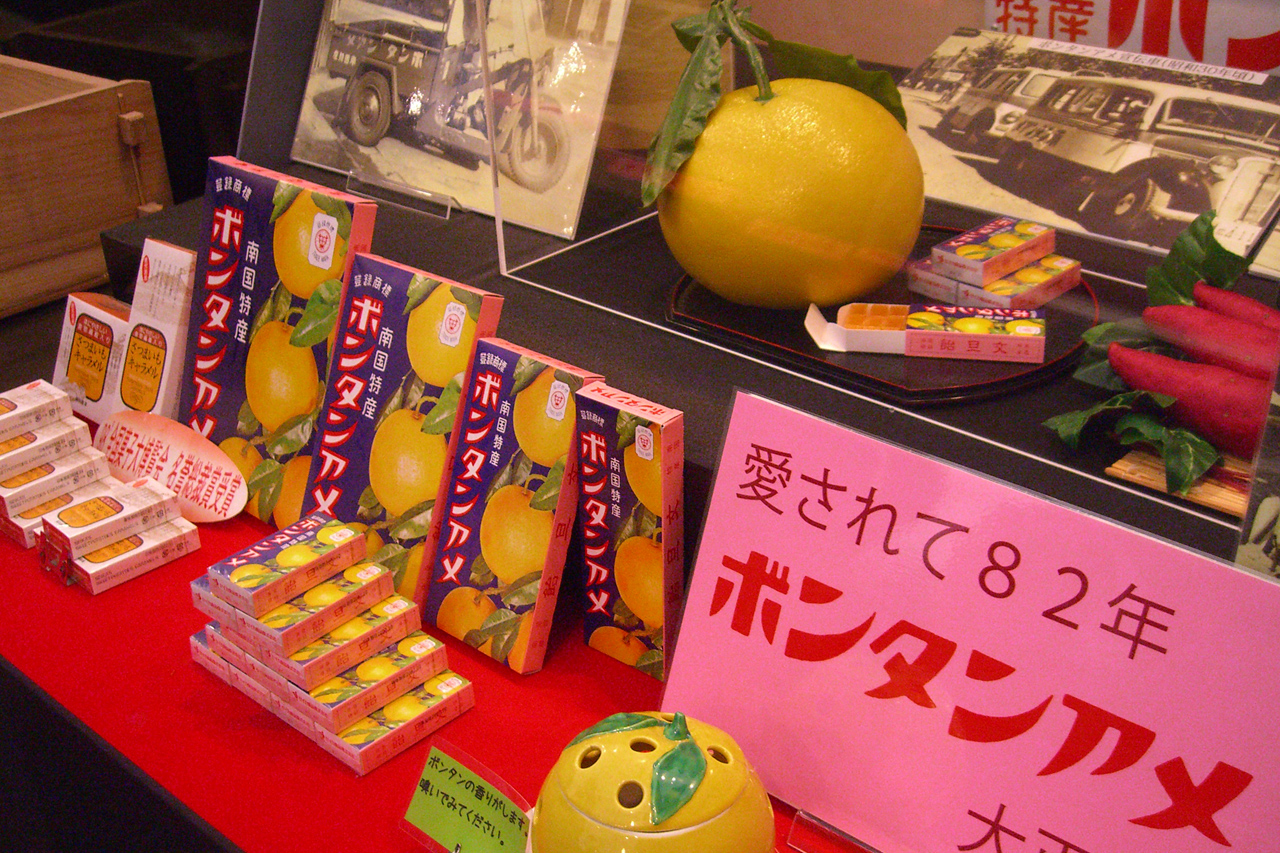
展示されるボンタンアメ

ボンタンアメは、鹿児島県鹿児島市にあるセイカ食品株式会社が製造、販売する飴菓子の一種である。キャラメルにも似たモチモチした食感と、甘さの奥にほんのりと香るボンタンの風味が特徴的。ボンタン飴、文旦飴とも表記する。

## 概要

### 特徴
餅に水飴を練り込み、鹿児島県阿久根市産のボンタン（文旦、ザボン）を添加した求肥飴で、包み紙には馬鈴薯やかんしょのデンプンでできているシートの、厚みが0.02ミリメートルしかない軟質オブラートを使用している。
原材料のもち米は、佐賀県や熊本県産のヒヨクモチを工場で精米、研米、製粉して10度以下の冷水に一晩浸し寒ざらしにしたものを使用しているほか、水飴、砂糖、麦芽糖も主原料で、阿久根ボンタンの表皮から抽出したエキスのボンタンオイル、いちき串木野市周辺のサワーポメロ果汁、九州産の温州みかん果汁など他の原料も含め全て植物性の国産。それらを約2時間半じっくりと大きな蒸気釜で温めながら練り上げるが、もちもちした食感を出すには火から外すタイミングが重要で、機械にはできない職人技なため、加熱の具合を見極められる現場でも限られた熟練の従業員が、機械での水分チェックだけでなく、まだ熱いアメを少し取り手の感覚を頼りに水の中で固まり具合をみる。出来たアメは釜がある上階から、重力を利用して冷却用レーンに落とされ、固まったアメのシートをローラーにかけ厚さ15mmの平らな板状に延ばし、冷やし固め機械でサイコロ状に切断してオブラートに包むなど、手間暇かけた工程により1日約80万粒が製造され出荷される。
サイコロ状に切ったボンタンアメは、商品に金属片など異物が混ざっていないか、人の目や金属探知機、X線などにより何度も検品される。衛生面では、工場に入る前に作業着、髪の毛を押さえるネット、帽子、マスクを着用して、従業員同士が互いに粘着ローラーで服のごみやほこりを取り、手は2分以上洗ってアルコール消毒を行い、風でほこりを落とす部屋を通過した後、工場に入ることが許される。従業員はこれを1日に何度も繰り返し、徹底された衛生管理下で製造される。
創業者の代に、夏場の高温でも溶けぬよう品質改良されたり、1977年（昭和52年）頃には、時代に合わせ甘さを控えめにするため砂糖と水の配分を変えたり、温州みかん果汁が加えられているが、製法や原料などはほとんど変わらず、現在のレシピもほぼ当時のまま。米粉は時間がたつと硬化する性質があるが、デンプンに対し糖分の比率が高く、通常の求肥以上に日持ちする。もち米でできているため粘り気が強すぎて、そのまま詰めると箱の中でアメ同士がくっついたり、包み紙にくっついて剥がせなくなるため、オブラートに包まれているが、オブラートは口溶けよく改良されており、2020年（令和2年）時点ではオブラート工場も日本全国に3ヵ所だけになっているが、今やオブラートがあってこその商品で変わらないことが支持されているため、伝統の粘りある食感を守るため使用され続けている。

### デザイン
箱側面の漢字表記は「南国特産 文旦飴 登録商標」。パッケージデザインは、1970年（昭和45年）頃にボンタン果実が絵から写真になり、南国の「国」が旧字の「國」から変更されたものの、発売当初からほぼ同じデザインで販売を続けている。箱の図案は大阪府の専門家に頼み、箱の絵は大正から昭和にかけて活躍した画家の大嵩双山が描いたデザインで、南国特産ボンタンアメと大きく書かれ、田舎っぽいという声もあったが、かえって南国らしい色彩が好かれた。セイカ食品は過去に一度、パッケージのデザインが古くないかと、ある高名なデザイナーに相談したが、絶対に変えてはいけないと返答されたことがある。2016年（平成28年）にはグッドデザイン・ロングライフデザイン賞を受賞。2019年（令和元年）には、株式会社設立100周年記念商品として、復刻パッケージ、海外パッケージを加えた詰め合わせセット「ボンタンアメ3個パック」も販売された。

## 歴史

### 誕生
セイカ食品の前身であり1919年（大正8年）に設立された鹿児島菓子株式会社では、キャラメル、チョコレート、ビスケットといった洋菓子の流行により会社の水飴が売れないうえに、船で水飴を鹿児島県外へ輸送中、ブリキ缶に穴が空き、水飴が流出して損害を受けたため船会社へ抗議したものの、船会社から甲板の掃除代を請求されてしまい経営難で会社が潰れかねない状況だった。会社では文旦漬けの製造のほか、水飴を使用して熊本県の伝統銘菓である朝鮮飴も製造しており、自社で働く女性従業員が昼休みに、余った朝鮮飴の端切れのようなものを、ハサミで細かく切って丸め遊んでいたところを創業者・玉川壮次郎が目にして、一口サイズの朝鮮飴に当時は鹿児島で身近な食材でもある阿久根産ボンタンの果汁を加えて香りと色を付け、当時人気を集め売れていた森永ミルクキャラメルのようにポケットサイズのキャラメル箱に詰め販売するという着想を得る。森永ミルクキャラメルは、これまでは量り売りが主流だった菓子を、ポケットに入れ持ち運びできる紙箱に納めるという革命的な商品として、当時は爆発的な人気だった。
1925年（大正14年）、いわば和製キャラメルの菓子ボンタンアメを発売。オブラートの劣化を防ぐため、紙箱には純正のパルプだけを使用。販売にあたって競合商品とされたのは森永ミルクキャラメルであった。なお、過去には発売年を「大正15年」、後に「大正13年」としてきたが、当時の決算書などの資料を精査した結果、2023年に「大正14年」発売と訂正した。

### 昭和以降
戦時中は、暑さで溶けないため赤道でも大丈夫と、大日本帝国海軍から艦船用として採用されたり、大陸での戦闘が激しくなった際には、兵隊への慰問袋の定番にもなった。ボンタンアメは鹿児島市堀江町にあった本社工場にて製造していたが、太平洋戦争中は製造が途絶えた期間もあり、1943年（昭和18年）からは戦時中のため原材料が入手困難で休業状態となり、1945年（昭和20年）には堀江町の本社工場も鹿児島大空襲により焼夷弾の爆撃を受け全焼したため、ボンタンアメの誕生月や累計を知ることができる資料は残っていない。1947年（昭和22年）頃より徐々に再興しつつ、菓子製造販売を再開。戦後は、都会に出た子供たちにと鹿児島の親たちが兵六餅と共に送った。現在、鹿児島市唐湊にある約3000坪の工場では、職場の約8割が女性という環境下で、ボンタンアメをはじめとする様々な種類の菓子が製造されている。
戦前より卸売業を生かした営業力で国鉄の売店キヨスクや鉄道沿線の小売店に販路を広げていったことで、その名は全国区へと広がり、九州全県を中心に日本全国の駄菓子屋、小売店、食品スーパー、コンビニエンスストアなどで売られており、日本全国のイオングループ各店、ダイソーなどでも入手できる。また、鹿児島県内の土産品店などの小売店や東京都などにある鹿児島県のアンテナショップでは、14粒入り×6箱や10粒×10箱や8粒入り×16箱など、何箱かが更に大きい箱に入った大箱も販売されているほか、8粒入りが5箱入った手さげ袋状の商品もある。ダイソーなどでは、4粒入りの箱も販売されている。また、おまけや試供品などに使用される2粒入りの小さなものもある。
2000年代は、幅広い世代に支持されており、消費が多いのは1位が関東地方、2位が関西、3位が福岡県と鹿児島県で同程度であり、中でも1番の消費者は関東の女子高生で、キヨスクでの販売数が多かった。2010年代に入ると、20代以下ではボンタンアメやオブラートを知らない者も増え、オブラートごと口にせず、なんとか剥がして食べようとするなど、食べ方を知らない者もいる。そのため、単体で販売されている通常サイズの商品には近年、箱を包む透明フィルムに「そのまま食べられます」といったオブラートの説明書きがイラスト付きで表記されている。
南九州では子供から年配者まで広く長く親しまれており、女子中高生からは「腹持ちがいい」等の理由で支持され、グミやソフトキャンディー感覚で通学途中のおやつとして愛され購入されており、キヨスクでの隠れたベストセラーとして雑誌等にも取り上げられている。また、懐かしさから日本全国にいる鹿児島出身者の心の支えにもなっている。2014年（平成26年）頃からは、中国、アメリカ合衆国、台湾などにも販路が及んでいる。ポケット菓子では、森永ミルクキャラメル、グリコのキャラメルに次ぐロングセラー商品となっている。1985年（昭和60年）には、商標登録された。
形状や形態が似ている和菓子としては、ゆべし、本商品の原型となった朝鮮飴、オブラートに包まれた駄菓子の日本一きびだんごがある。かつては、他社から類似商品も販売されており、表面のタイトル表記およびパッケージデザインがボンタンアメに酷似しており、箱には「南國の女王」と書かれ愛知県名古屋市の藤田製菓株式会社から1990年代半ば頃まで販売されていた「ザボンアメ」や、オブラートに包まれ8粒入りにおまけ付きで昭和40年代から販売され、表面のタイトル表記やパッケージデザインは、初期にはポンカンが描かれ、後に当時のスーパーカー、当時のクラシックカー、戦車、飛行機、ヘリコプター、軍艦、列車、動物、恐竜など、おまけのおもちゃとして入っていた品のモデルが描かれて、当初は10円で後に20円という価格で共親製菓から販売されていた「ポンカン飴」もしくは「ニューポンカン飴」もあった。
セイカ食品からは、ボンタンアメの様々な姉妹品も製造、販売されている。

### 広報宣伝
玉川は、ボンタンアメを売り出すべく、小学校卒業後から奉公した天狗煙草で学んだ派手な宣伝手法により、薩摩隼人をイメージした陣羽織に「ボンタンアメ」と書かれた旗指物で扮装し、チンドン屋を従えて日本全国を練り歩くといった宣伝を行い有名になった。後に2代目社長となる長男・玉川秀一郎も、チンドン屋部隊の旅に加わり歩いたが、沖縄に渡った際には、うっかり赤線区域に紛れ込んでしまい女性たちに囲まれ、旗差物も打ち棄てて命からがら逃げ帰ったとこともあった。東京から沖縄まで宣伝を行ったチンドン屋部隊を、さらに樺太、中国大陸、朝鮮半島にも送り込み、ボンタンアメは日本だけでなく朝鮮、台湾、満州、中国大陸へと販売網を広げ、当時としては珍しい宣伝部長が会社にいたほどだった。また、ハーレーダビッドソンの売り出しに便乗して、ガソリン代を提供する代わりに兵六餅の名をオートバイの車体に書かせ、全国を走り回らせた。他にも、玉川はボンタンアメの広告塔を兼ねたトラックや三輪車を日本全国くまなく回らせた。
1928年（昭和3年）には、雨と飴をかけた「空からアメを降らせよう」という発想から、払下げの軍用機を1機5千円で購入し、空からボンタンアメを撒こうという宣伝計画もあり購入契約もまとまった。宣伝課長と総務課長が飛行機を受け取るため東京へ向かうにあたり、鹿児島市の鶴鳴館で開かれた壮行会は新聞にも写真入りで掲載されるほどの前評判で、飛行士の準備も出来ていたが、折からの不景気で送金できなかったため、東京に着いた課長2人の元に資金が届かず、帰社を指示する「スグカエレ」の電報が届いて頓挫することとなった。この出来事を玉川壮次郎お得意の宣伝のテクニックと言う者もいたが、玉川は「本当にやる気だったが、あれだけ世間が騒いでくれたから飛んだも同じ」と笑い飛ばしたとのこと。夏場は暑さで製品が棚で溶け出すと小売店から苦情が出た際には、玉川は品質改良したボンタンアメをブラジルへ送り、無事溶けないことを確認した後、新聞一面に大きな広告で「ボンタンアメ赤道直下、無事ブラジル到着」と、たった1行の宣伝文句を載せた。全国に名を売ったボンタンアメは、発売からわずか5年で偽物が出回るほどだった。
昭和10年代の新聞広告では、「南國の味ボンタンアメ」「一個 金五銭」「ミナケイヒンイリ」と記載されており、戦前はおまけも付けて販売され、昭和までは様々なホーロー看板も日本全国各地に設置されていたほか、戦前には「ボンタンアメ特約販売店」と書かれたホーロー看板を設置している店もあった。キャッチコピーも、かつては「旅のお供に」で様々な新聞広告やテレビ及びラジオ等のCMを打っていたが、現在は「ときどき、ずっと」を使用している。サザエさんなどのように製品が愛されたいという想いから、鹿児島県や宮崎県ではサザエさんが現在は放送されている午後6時半の直前に30秒アニメCMも流されている。都営地下鉄をはじめ、日本全国各地でつり革広告も打たれており、YouTubeのセイカ食品公式チャンネル「なかよし時間」では、ボンタンアメの鹿児島県や宮崎県で放送されたテレビCMをはじめとした関連動画が公開されている。後述のボンタン農家による「ボンタンプロジェクト」が、東京都、大阪府、京都府、岩手県、千葉県、愛知県、石川県、和歌山県、兵庫県、徳島県、鹿児島県などの銭湯と協力して行っている取り組み「阿久根ボンタン湯」でも、ポスター、のれん、PR活動用はっぴや関連商品に、セイカ食品が無償でボンタンアメのパッケージデザインをアレンジしたデザインが提供され使用されている。

## 姉妹品
ボンタンアメには様々なバリエーションの姉妹品が販売されているが、どの姉妹品も原材料に国内製造の水飴が使用されオブラートに包まれており、商品自体の柔らかい食感も似ている飴菓子。姉妹品は、サツマイモの品種を使用したキャラメルの数々を除き、原材料に国産のもち米も使用されている。下記以外にも過去に多数、姉妹品の飴菓子が製造販売されている。ボンタンアメのパッケージにおける商品名の真上には、島津氏の家紋である丸に十文字を模した図柄に、菓子の「菓」という文字をデフォルメした図柄が重なったマークと、「登録商標」の文字が組み合わさったロゴが表記されているが、兵六餅をはじめとした姉妹品のパッケージには、そのトレードマークが表記されている商品も多い。以下、商品のパッケージで特に記載の無いものは、箱入りでの販売。
兵六餅
姉妹品第1号。
よもぎ餅
ヨモギの香りが楽しめ、鹿児島県産の抹茶も使用。縦型ピロー袋の平袋パッケージで販売。2018年（平成30年）3月発売。2020年（令和2年）8月までは「兵六どんのよもぎ餅」の名で販売されていたが、ダイソーなどの100円ショップでは現在も、小袋サイズ縦型ピロー袋の平袋パッケージにて兵六どんのよもぎ餅（）という商品名で販売されている。
きなこ餅
奄美群島のサトウキビからできている含蜜糖である素焚糖と国産大豆のきな粉を使用。縦型ピロー袋の平袋パッケージでの販売。2019年（平成31年）3月発売。2020年（令和2年）8月までは「兵六どんのきなこ餅」の名で販売されていたが、ダイソーなどの100円ショップでは現在も、小袋サイズ縦型ピロー袋の平袋パッケージにて兵六どんのきなこ餅（）という商品名で販売されている。
ラムネもち
味はラムネ風味で、原材料には麦芽糖や阿久根ボンタン果汁や濃縮された温州みかん果汁も使用されている。2021年（令和3年）3月発売。小袋サイズ縦型ピロー袋の平袋パッケージでの販売。
ちょこもち
ココアパウダーと脱脂粉乳を使用したチョコレート味。2021年（令和3年）9月発売。小袋サイズ縦型ピロー袋の平袋パッケージでの販売。
梅もっち
紀州産の梅肉を使用。2023年（令和5年）3月28日から発売。
ソフト梅アメ
鹿児島県産かつお本枯節の出汁入りで、紀州産の梅肉ペーストを使用。2014年（平成26年）2月から2016年（平成28年）頃まで販売。
黒糖もち
沖縄県産の黒砂糖や小豆あんを使用。2023年（令和5年）9月5日から販売。
黒糖ミルクアメ
沖縄県限定。加糖脱脂練乳のマイルドなミルク味と、沖縄県産の香ばしい黒砂糖による2層仕立て。2011年（平成23年）から2015年（平成27年）頃まで販売。
もももっち
桃の果汁を使用。2024年（令和6年）2月27日から発売。2024年（令和6年）4月には、ロフトで実施された「グミウィーク2024春」のプレゼントしたいグミ人気投票において2位を獲得。
さつまいもキャラメル
1998年（平成10年）に行われた全国菓子大博覧会での名誉総裁賞など数々の賞を受賞。「薩摩五菓撰」など、ボンタンアメなどとの詰め合わせセットも販売されている。
安納芋キャラメル
鹿児島県種子島産の安納芋ペーストを使用。2020年（令和2年）9月から2023年（令和5年）頃まで販売。縦型ピロー袋の平袋パッケージや8粒小箱×4個詰の箱タイプでの販売。
むらさきいもソフトキャラメル
2008年（平成20年）に行われた全国菓子大博覧会での農林水産大臣賞や、2000年（平成12年）に鹿児島県農產物加工推進懇話会により行われた第14回「さつまいも食品コンクール」新商品部門の優秀賞を受賞。鹿児島産の紫芋である知覧紫、バター、ミルクカルシウムを使用した、食物繊維たっぷりのキャラメル。2000年（平成12年）8月から2023年（令和5年）頃まで発売。
紅いもキャラメル
沖縄県限定。沖縄県産の紅芋・ちゅら恋紅を25％使用した、さつまいもペーストを使用。1998年（平成10年）11月から販売。
鳴門金時キャラメル
四国限定。徳島県産の鳴門金時を50%使用した、さつまいもペーストを使用。1999年（平成11年）11月から2019年（令和元年）頃まで販売。
モンブランキャラメル
栗パウダーとバターに、生の白餡、含蜜糖、加糖脱脂練乳を加え、洋菓子のモンブランをイメージした上品な甘さと、なめらかな口どけが特徴のキャラメル。秋冬限定。2022年（令和4年）8月から発売。
しょうがアメ
鹿児島産のすりおろしショウガを使用しており、無香料、無着色。2012年（平成24年）10月発売。2017年（平成29年）に行われた全国菓子大博覧会での功労賞や、2012年（平成24年）に鹿児島県菓子工業組合により行われた「かごしまお菓子コンクール2012」の、ふるさと大賞を受賞。
カンキツ塩アメ
春夏限定。2016年（平成28年）4月発売。鹿児島県産ボンタン果汁と塩を使用しており、塩分補給にもなる。箱側面の漢字表記は「塩分補給 柑橘塩飴 塩分補給」
ぶどうアメ
ブドウ果汁を使用。2020年（令和2年）7月からは4粒入りの箱で販売。2010年（平成22年）から2014年（平成26年）頃は「ブドウアメ」という名で、2012年（平成24年）半ば頃まではスティック包装タイプのパッケージと箱入りの両方で、2014年（平成26年）頃まではスティック包装タイプのパッケージでの販売だった。2012年（平成24年）3月には、「フードバンクかごしま」への協力としてセイカ食品から、ブドウアメを含めた約150kgのお菓子が提供された。
パイナップルアメ
沖縄県限定と、そうでないものの2種類ある。沖縄限定のほうは、県外ではアンテナショップで取り扱っている。沖縄限定のほうは、沖縄県産パイナップル果汁を使用。そうでないほうはゴールデンパイン果汁を使用した、脂肪分ゼロ、トランス脂肪酸ゼロ、コレステロールゼロの商品。どちらも、表面のタイトル表記およびパッケージデザインは、ボンタンアメを踏襲した作りになっている。箱側面の漢字表記は「鳳梨飴」で、沖縄限定のほうは両サイドに「沖縄限定」の漢字も表記されている。沖縄限定のほうは、2007年（平成19年）3月発売。沖縄限定でないほうは、2011年（平成23年）からスティック包装タイプのパッケージで販売され、2019年（平成31年）2月からは箱入りで販売されている。
シークヮーサーアメ
沖縄県限定。沖縄県産シークヮーサーの果汁を使用。表面のタイトル表記はボンタンアメを踏襲している。箱側面の漢字表記は「沖縄限定 平実檸檬飴 沖縄限定」。2015年（平成27年）7月発売。
レモネードソフトアメ
レモン果汁を使用した、レモネード風味の味。2020年（令和2年）9月発売。小袋サイズ縦型ピロー袋の平袋パッケージでの販売。
瀬戸内レモンアメ
広島県、岡山県、兵庫県淡路島、山口県の一部、愛媛県、香川県、徳島県、高知県限定。瀬戸内産レモン果汁を使用。2016年（平成28年）4月発売。ボンタンアメとの詰め合わせセットでも販売されている。
ラ・フランスの恋
山形県限定。山形県産ラ・フランスの果汁を使用。山形県と鹿児島県の交流を契機に商品開発を進め、2016年（平成28年）6月に発売。
リンゴアメ
青森県産の赤リンゴ果汁と青リンゴ果汁を使用した、脂肪分ゼロ、トランス脂肪酸ゼロ、コレステロールゼロの商品。スティック包装タイプのパッケージで売られていた。2012年（平成24年）2月から2014年（平成26年）頃まで販売。新幹線が青森から鹿児島まで繋がったことから、青森の特産品であるリンゴを使用した商品として製造され、新青森～鹿児島中央間新幹線全線開通1周年記念パッケージでは、ボンタンアメや兵六餅などと同じサイズの箱に入っていた。
さくら餅アメ
白餡、桜葉シロップ、サクランボ果汁を使用。ほんのり桜餅の味と香りがする。箱側面の漢字表記は「風味甘美 桜餅飴 風味甘美」。2011年（平成23年）から2014年（平成26年）頃まで販売。2011年（平成23年）2月からは、ボンタンアメ、兵六餅と一緒に詰め合わせセットで九州新幹線全線開通記念パッケージとして販売されたほか、同年4月には単品でも発売。2012年（平成24年）からは、更にリンゴアメも加えた詰め合わせで新青森～鹿児島中央間新幹線全線開通1周年記念パッケージとしても販売された。
かごしまみるくあめ
鹿児島県産の生乳から作られた加糖脱脂練乳を使用。単品販売はされておらず、鹿児島県限定で2012年（平成24年）11月から販売されている詰め合わせセットの「薩摩五菓撰」や「薩摩六菓撰」に入っている。
乳酸菌ソフトアメ ヨーグルト風味
乳酸菌を配合。2016年（平成28年）9月発売。発酵乳パウダーを使用したヨーグルト風味だが、その風味「初恋の味」のキャッチフレーズで知られる乳酸菌飲料・カルピスをイメージして造られた。2020年（令和2年）9月からは食物繊維も配合されており、新たなパッケージには「かごしまデザインアワード2019」において、応募者の中からセイカ食品企業賞に選ばれた、愛知県在住の佐野元一によるデザインを採用。開発担当は「ボンタンアメと形状や形態が似ているがデザインも違うので、別の商品として認知されて欲しい」とも語っている。2018年（平成30年）3月からは、ゆないくーが「今日も見せるぞ飴（）ージングプレー!!」と発するデザインで、鹿児島ユナイテッドFCとコラボレーションした商品の鹿児島ユナイテッドFC応援アメとしても販売されている。

## 詰め合わせ
姉妹品である兵六餅やさつまいもキャラメルと一緒に、3種類詰め合わせセットの「トリオ」や、各々8粒入りの箱での3種類詰め合わせセット「ミニトリオ」も販売されている。「トリオ」は、敬老の日用に高齢者の男女と子供の男女がデザインされ感謝の言葉が添えられたパッケージの「敬老の日ミニトリオ」のほか、NHK大河ドラマ『西郷どん』が放送される前年の2017年（平成29年）からは、可愛らしくデフォルメされた西郷隆盛とその愛犬ツンがデザインされた「西郷さんミニトリオ」としても販売され、2019年（令和元年）からは鹿児島のご当地キャラクターであるぐりぶーに加え、その妻と7匹の子も含めた家族全員がデザインされた「ぐりぶーミニトリオ」としても、数量限定で販売されている。2015年（平成27年）には、兵六餅、さくら餅アメと一緒に詰め合わせセットで「九州新幹線全線開通記念」パッケージとしても販売されており、2012年（平成24年）には更にリンゴアメも加えた詰め合わせで「新青森～鹿児島中央間新幹線全線開通1周年記念」パッケージとしても販売されていた。
鹿児島県限定の詰め合わせセットとして、2016年（平成28年）11月から販売されている6種類セットでボンタンアメ、兵六餅、むらさきいもソフトキャラメル、しょうがアメ、かごしまみるくあめに、さつまいもキャラメルを加えた6種類セット「薩摩六菓撰」や、2022年（令和4年）10月から販売されている5種類セットで、ボンタンアメ、兵六餅、さつまいもキャラメル、しょうがアメ、かごしまみるくあめのセット「薩摩五菓撰」にも入っている。2022年（令和4年）10月からは、8粒入り各5箱入りで兵六餅やさつまいもキャラメルとの鹿児島県限定詰め合わせセット「かごしま味めぐり」にも入っている。

## 関連商品
セイカ食品によるもの、もしくはセイカ食品との正規ライセンス契約に基づいて企画、製造されたものに、以下のものがある。ちなみに、2007年（平成19年）にはボンタンアメのパッケージデザインとして使用されている図柄を、他社が携帯電話のストラップや下着のパンツなどの商品として無断で使用しているのを、セイカ食品の社員がたまたま発見して、社内で「宣伝になってよい」「やめさせるべき」という意見の両方が出たことが新聞で報道されている。
昭和レトロ駄菓子シリーズ ボンタンアメ
2003年（平成15年）にエイチ・エヌ・アンド・アソシエイツから、携帯クリーナーストラップ、根付、キーホルダー、プチマスコットの4種類が発売された。本体は、約1.5×1.8cmのボンタンの果実型マスコットと、パッケージ箱型マスコットで構成されており、ボンタンアメが細部まで再現された長さ約2.8cmのパッケージ箱型マスコットには、中身に本物同様お菓子の模型が入っており、振るとカシャカシャ音がする。
お菓子なパズル ボンタンアメ
2012年（平成24年）2月にハナヤマから、「お菓子なパズル」シリーズ第2弾として発売。縦横に回転させ、ボンタンアメのパッケージと同じ絵柄を揃える小さなパズルで、隅にはボールチェーンが繋がっている。
ボンタンアメトランプ
ボンタンアメのパッケージデザインが描かれたプラスチック製のトランプ。一般販売はされておらず、セイカ食品の賞品として2011年（平成23年）から製品化されている。
ボンタンアメ ミニ寸線香
2014年（平成26年）にカメヤマから「故人の好物シリーズ」として発売。商品パッケージがボンタンアメのパッケージを模している線香で、蓋を開けるとボンタンアメ特有の爽やかな柑橘系の香りがして、火を付けると更に強い香りが漂う。
ユニクロ 企業コラボT（ボンタンアメ）
2014年（平成26年）5月にユニクロから発売されたTシャツ。生地はパッケージと同じ紺色で、前面の右サイドにはロゴ、全面の左サイドにはパッケージのボンタン、背面の上部には登録商標ロゴと右横書きで書かれた「文旦飴」「南国特産」の文字がプリントされている。
南国特産ボンタンハイボール
2014年（平成26年）5月から、日本全国の酒場をはじめとした飲食店で提供されている、「かごんま角ハイボール」の鹿児島県産ボンタン果汁を使用したシロップでつくられたハイボールで、サントリーからはボンタンアメのパッケージデザインをアレンジしたポスターやチラシも提供店用に制作されている。「かごんま角ハイボール」のシロップは、サントリーが鹿児島県と協力して2014年（平成26年）2月から始めた鹿児島県の特産品とのコラボレーション企画「鹿児島プロジェクト」において、セイカ食品や福田農場と協働して誕生した、果実の甘さを生かした「ご当地ハイボール」用シロップで、鹿児島県産のボンタン、タンカン、桜島小みかんをそれぞれ使用した3種類が製造されている。
ボンタンアメのお酒
2015年（平成27年）に鹿児島市の酒造メーカー本坊酒造から発売。セイカ食品との共同開発で柑橘系のフレーバーを調和させ、とろみを加えるなど工夫されているリキュール。商品パッケージもボンタンアメのパッケージを模している。当初は数量限定販売だったが、好評だったことから現在はレギュラー商品となっている。また、インターネット記事ではバニラアイスクリームにかける方法もお勧めとして紹介された。
阿久根ボンタンBOX
2019年（平成31年）より毎年、ボンタン収穫時期から2月頃まで販売されている詰め合わせセット。阿久根市のボンタン農家において4名のみとなった70歳未満の後継者が立ち上げた「ボンタンプロジェクト」が、銭湯もボンタン農家と同様に高齢化と深刻な後継者不足から軒数が減少し続けているという同じ境遇にあることから、協力して日本全国各地の銭湯で毎年行っている取り組み「阿久根ボンタン湯」にセイカ食品もデザインで協力しており、阿久根ボンタン湯の関連商品として販売。その年に収穫した青果物の大きなボンタン、文旦漬け、ボンタンアメ、ボンタンアメの字体がアレンジされた「ボンタン湯手ぬぐい」の4種類が、ボンタンアメのパッケージデザインがアレンジされた箱に詰め込まれている。毎年、阿久根ふるさと納税の返礼品にもなっているほかインターネット販売も行われており、「阿久根ボンタン湯」イベントを実施した一部の銭湯、東京都千代田区有楽町にある、かごしま遊楽館のイベント「あくねマルシェin東京」、道の駅阿久根での販売も行われた。
ボンタンアメ エコバッグ
2020年（令和2年）11月からAmazonで販売されている、ボンタンアメのパッケージがデザインされた、持ち手も含め布製になっているトートバッグで、折り畳める。2024年（令和6年）、ボンタンアメのロゴタイプが散りばめられたデザインに変更された。
ボンタンアメ ペンケース
2020年（令和2年）11月からAmazonで販売されている、ボンタンアメのパッケージがデザインされた、シンプルな形状の布製筆箱で、ポーチや小物入れとしても使える。
ボンタンアメ クッション
ボンタンアメのパッケージデザインがプリントされたクッション。鹿児島県と宮崎県にあるゲームセンターのファミリーランド・ポニーにあるクレーンゲームで、2022年（令和4年）から景品化。
パイナップル クッション
ボンタンアメのパッケージデザインがプリントされたクッション。ファミリーランド・ポニーにあるクレーンゲームで、2022年（令和4年）から景品化。ボンタンアメのクッションより横幅が少し大きい。
ボンタンアメ スタッキングマグ
耐熱ガラス食器メーカーのファイヤーキングとのコラボレーション商品で、ボンタンアメのパッケージデザインを北欧デザイン風にした「ボンタンアメ（R）パターン」柄のマグカップ。ミルクホワイトとサファイアブルーの2色で展開。ボンタンアメ（R）パターン特製ステッカー付き。2023年（令和5年）12月1日から、ファイヤーキングJapan公式オンラインストアや鹿児島県内の取扱い店舗で販売。
ボンタンアメ ボウル
ファイヤーキングとのコラボレーション商品で、「ボンタンアメ（R）パターン」柄のボウル。ミルクホワイトとサファイアブルーの2色で展開。ボンタンアメ（R）パターン特製ステッカー付き。2023年（令和5年）12月1日から、ファイヤーキングJapan公式オンラインストアや鹿児島県内の取扱い店舗で販売。
セイカ食品株式会社 ミニチュアチャームコレクション
セイカ食品が販売する商品のミニチュアチャームが、バンダイのカプセルトイであるガシャポンで2023年（令和5年）4月第3週からと同年10月第3週から、ボンタンアメ、パイナップルアメを含む計5種類で販売された。
セイカ食品株式会社 ミニチュアチャームコレクション2
セイカ食品の商品のミニチュアチャーム第2弾が、ガシャポンで2024年（令和6年）6月第2週から、ボンタンアメ、兵六餅、ラムネもちを含む計7種類で販売された。

## 類似品・その他
- ザボンアメ - 表面のタイトル表記およびパッケージデザインがボンタンアメに酷似している。キャッチコピーは「南國の女王[注釈 20]」。愛知県名古屋市に在った藤田製菓がボンタンアメに似せて作った類似商品で、1990年代前半ごろまで発売していたが、藤田製菓が廃業したため、現存しない。
- ポンカンアメ - 昭和50年初期、8粒入りにおまけつきで20円という安さであった。　似通った名称だが、表面のタイトル表記やパッケージデザインはボンタンアメとは似ても似つかぬ全くの別物である。
- ゆべし
- 朝鮮飴 - 園田屋が発祥の本商品の原型となった伝統菓子で、その起源は朝鮮出兵の頃まで遡る。
- 日本一きびだんご - 同様にオブラートに包んだ状態で売られている菓子。